# CARMENES
Pour les articles homonymes, voir Carmenes.
Calar Alto high-Resolution search for M dwarfs with Exoearths with Near-infrared and optical Échelle Spectrographs
CARMENES, le Calar Alto high-Resolution search for M dwarfs with Exoearths with Near-infrared and optical Échelle Spectrographs (acronyme anglais signifiant « Recherche à haute résolution de naines M avec des exoterres à l'aide de spectrographes échelle proche infrarouge et optique de Calar Alto »), est un instrument germano-espagnol constitué de deux spectrographes échelle à haute résolution, l'un fonctionnant dans le visible et l'autre dans l'infrarouge. Il est monté sur le télescope de 3,5 mètres de l'Observatoire de Calar Alto, dans la province d'Almería, en Espagne. Il est exploité conjointement par l'Institut Max-Planck d'astronomie pour l'Allemagne et le Conseil supérieur de la recherche scientifique pour l'Espagne.
Le but de l'instrument est de trouver des planètes semblables à la Terre autour d'étoiles naines de type M voisines en utilisant des mesures de haute précision de la vitesse radiale stellaire pour révéler les perturbations gravitationnelles de ces étoiles causées par leurs planètes en orbite.

## Principe de fonctionnement
CARMENES est un instrument unique au monde, tant en précision qu'en stabilité, qualités essentielles pour mesurer les petites variations de vitesse que les planètes produisent dans les étoiles. Il détecte les variations de vitesse dans le mouvement des étoiles situées à des centaines de milliards de kilomètres de distance avec une précision de l'ordre du mètre par seconde. Pour ce faire, il fonctionne sous vide et avec des températures contrôlées au millième de degré. Une des grandes forces de l'instrument est qu'il observe simultanément le visible et l'infrarouge, ce qui permet d'éviter les faux positifs dans la détection des planètes, courants aujourd'hui en raison de la confusion des signaux d'activité stellaire et d'autres mécanismes physiques intrinsèques à l'étoile, . L'observation simultanée dans le visible et l'infrarouge permet de discriminer entre un signal et un autre et de confirmer les résultats sans avoir besoin d'autres contrôles
Il se compose de deux spectrographes séparés couvrant les longueurs d'onde de 0,52 à 0,96 µm et de 0,96 à 1,71 µm avec des résolutions spectrales R = 80 000-100 000, chacun d'eux effectuant des mesures de haute précision de la vitesse radiale (∼1 m s-1). L'objectif scientifique fondamental de CARMENES est d'effectuer une étude d'environ 300 étoiles de séquence principale de type tardif dans le but de détecter les planètes de faible masse dans leurs zones habitables.

## Historique
Après cinq années de construction et mise au point, la première lumière avec les deux canaux visible et infra-rouge fonctionnant simultanément a eu lieu en novembre 2015,.

## Travaux et découvertes
En 2018 des travaux utilisant l'instrument, avec coordination avec HARPS ont identifié une exoplanète probable, K2-18 c, en orbite autour de la naine rouge K2-18 avec une masse estimée à 5,62 ± 0,84 M⊕ sur une orbite plus serrée de neuf jours.

En 2019, l'instrument a trouvé une planète gazeuse géante autour de l'étoile naine rouge GJ
3512, ainsi que des indications de la présence d'une autre. Cette découverte, publiée dans la revue Science, remet en question le modèle de formation des planètes géantes le plus accepté, qui affirme qu'elles naissent d'un noyau solide qui accumule du gaz, et ouvre la possibilité de leur formation après la rupture en fragments du disque protoplanétaire.